# Холод (роман)
Холод (пол. Chołod) — роман Щепана Твардоха, опублікований у 2022 році видавництвом Wydawnictwo Literackie у вигляді паперової книги та електронної книги.
Холод у титулі — це назва поселення на крайній півночі, населеного невеликою громадою, що живе за власними законами, ізольовано від цивілізації. До нього приходить силезець Конрад Відух, який втікає з радянського трудового табору, і описує у своїх щоденниках своє перебування в Холоді та свою колишню — бурхливу й драматичну — долю. Таємничим чином щоденники потрапляють до автора книги, який відтворює їх і пояснює, як вони потрапили до нього в руки.

## Відзнаки
Номінований на Empik Bestsellers 2022 у категоріях художня література та суперпродукція аудіо. Книга року 2022 на Lubimyczytać.pl у категорії історичний роман.